# Podnoszenie ciężarów na Igrzyskach Panamerykańskich 1987
Zawody w podnoszeniu ciężarów na Igrzyskach Panamerykańskich 1987 zostały rozegrane w dniach 9-13 sierpnia 1987 roku. Areną zmagań był Circle Theatre.

## Medaliści
| Kategoria wagowa                  | 1. miejsce             | Wynik (kg) | 2. miejsce         | Wynik (kg) | 3. miejsce       | Wynik (kg) |
| --------------------------------- | ---------------------- | ---------- | ------------------ | ---------- | ---------------- | ---------- |
| Waga musza (do 52 kg)             | Juan Hernández         | 227,50     | Humberto Fuentes   | 222,50     | Jose Farfán      | 202,50     |
| Waga kogucia (do 56 kg)           | Pedro Negrín           | 245,00     | Tolientino Murillo | 235,00     | Christian Rivera | 225,00     |
| Waga piórkowa (do 60 kg)          | Julio Luscos           | 270,00     | Gabriel Enseñat    | 270,00     | Gilles Desmarais | 262,50     |
| Waga lekka (do 67,5 kg)           | Raúl Mora Licea        | 302,50     | Víctor Echevarría  | 297,50     | Langis Coté      | 287,50     |
| Waga średnia (do 75 kg)           | Pablo Lara             | 325,00     | Francisco Alleguez | 320,00     | Roberto Urrutia  | 315,00     |
| Waga lekkociężka (do 82,5 kg)     | Pedro Rodriguez        | 330,00     | William Latriz     | 315,00     | Guy Greavette    | 307,50     |
| Waga półciężka (do 90 kg)         | Omar Semanat           | 345,00     | Paramjit Gill      | 330,00     | Thomas Calandro  | 325,00     |
| I waga ciężka (do 100 kg)         | Denis Garon            | 372,50     | Ken Clark          | 322,50     | Brett Brian      | 317,50     |
| II waga ciężka (do 110 kg)        | David Bolduc           | 360,00     | Richard Schutz     | 345,00     | Robert Jones     | 332,50     |
| Waga superciężka (powyżej 110 kg) | Mario Alvarez Martinez | 397,50     | John Bergman       | 350,00     | Calvin Stamp     | 332,50     |

## Klasyfikacja medalowa
Opracowano na podstawie materiałów źródłowych.
| Miejsce | Państwo           | Złoto | Srebro | Brąz | Razem |
| ------- | ----------------- | ----- | ------ | ---- | ----- |
| 1.      | Kuba              | 7     | 3      | 0    | 10    |
| 2.      | Kanada            | 2     | 1      | 3    | 6     |
| 3.      | Stany Zjednoczone | 1     | 3      | 4    | 8     |
| 4.      | Wenezuela         | 0     | 1      | 1    | 2     |
| 5.      | Kolumbia          | 0     | 1      | 0    | 1     |
| 5.      | Portoryko         | 0     | 1      | 0    | 1     |
| 7.      | Dominikana        | 0     | 0      | 1    | 1     |
| 7.      | Jamajka           | 0     | 0      | 1    | 1     |
| Razem   | Razem             | 10    | 10     | 10   | 30    |